# Isola Tatoosh
L'isola Tatoosh è una piccola isola sita a circa 800 metri al largo di Capo Flattery, che è la punta nord occidentale della penisola Olimpica nello stato di Washington. Tatoosh è la più grande di un piccolo gruppo di isole spesso definito semplicemente come "isola Tatoosh", che si trova quasi a ovest di Capo Alava, a circa 24 km a sud e il punto più occidentale degli Stati Uniti d'America continentali. Le isole fanno parte della riserva Makah e si trovano nella contea di Clallam. La superficie totale del gruppo di isole è 159.807 metri quadrati.

## Storia
Storicamente, l'isola Tatoosh era abitata stagionalmente dai campi di pesca dei Makah, dai dipendenti della Guardia Costiera degli Stati Uniti e dell'Ufficio meteorologico della Marina. Attualmente non esiste popolazione residente nelle isole. L'accesso all'isola richiede il permesso scritto della tribù Makah. Il nome dell'isola deriva da un capo Makah noto come Tatoosh (anche Tatooche o Tetacus).
L'isola Tatoosh era sede del faro di capo Flattery, che domina l'ingresso dello stretto di Juan de Fuca, dal 28 dicembre 1857.
Nel 1972 l'intera isola è stata inserita nel National Register of Historic Places.

## Ecologia

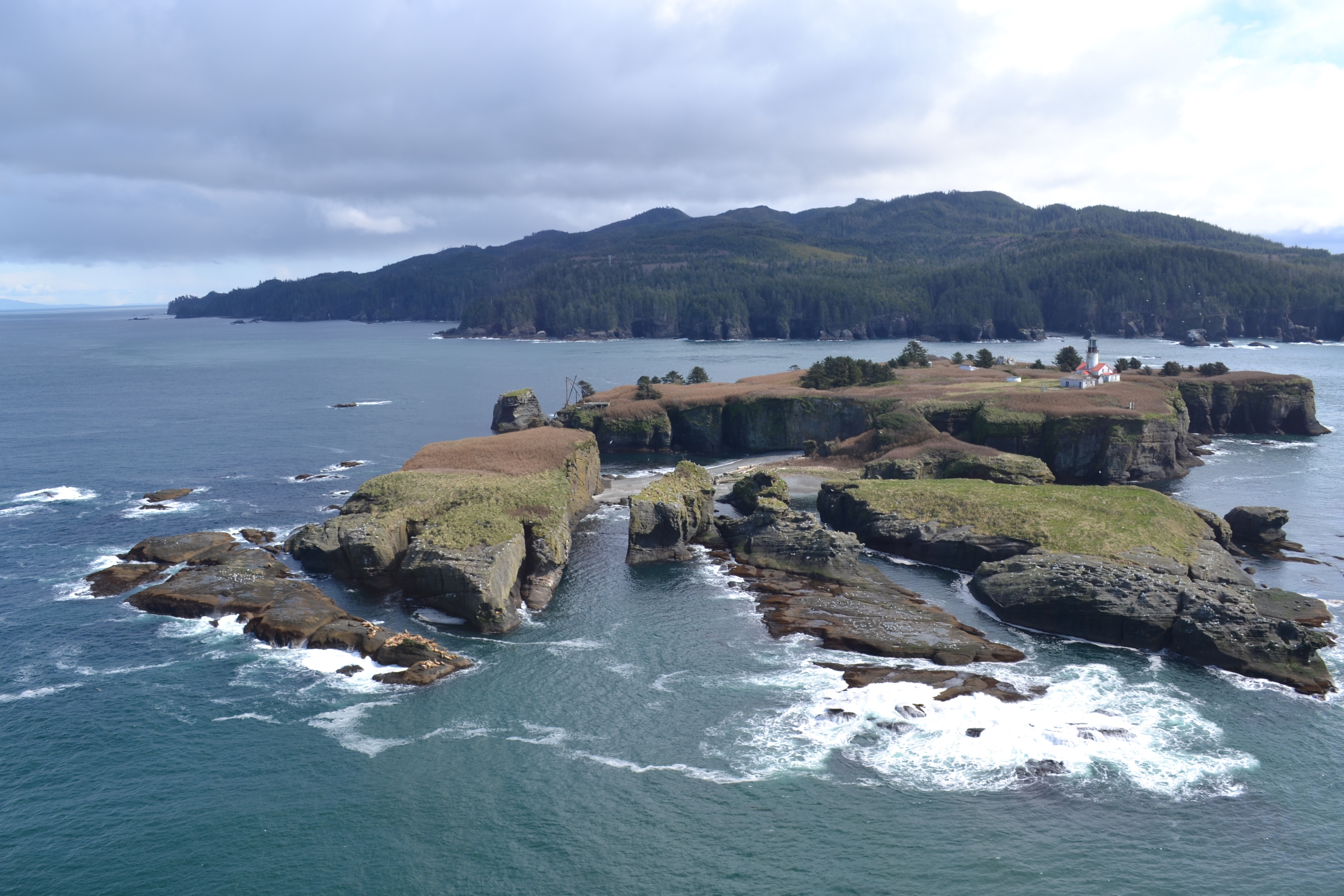

A causa dell'isolamento, del clima e della posizione ecologicamente produttiva, nell'Oceano Pacifico nordorientale, l'isola di Tatoosh ospita molti uccelli marini che vi nidificano, diversi mammiferi marini e una comunità diversificata di piante e animali marini. A partire dal 1967, lo zoologo Robert T. Paine dell'Università del Washington e i suoi colleghi hanno intrapreso studi dettagliati sull'ecologia marina dell'isola. Di conseguenza, è ora uno dei siti più intensamente studiati al mondo.
La ricerca ha rivelato come le specie sono collegate tra loro attraverso una rete di interazioni tra specie e come i cambiamenti ambientali e l'estinzione delle specie sono trasmessi attraverso la catena alimentare. I concetti chiave ecologici esplorati da questa ricerca includono specie chiave, controllo dei consumatori e disturbi naturali sulla struttura dell'ecosistema e la configurazione spaziale, la forza di interazione delle specie, le dinamiche della popolazione dipendenti dalla dimensione corporea e gli impatti di cambiamenti ambientali come acidificazione dell'oceano e oscillazione meridionale di El Niño, eventi su ecosistemi complessi.

### Clima
L'isola Tatoosh ha un clima oceanico estremamente moderato con estati molto fresche ma piuttosto lunghe e inverni lunghi, moderati e umidi. Ciò è dovuto alla sua posizione esposta ai venti marittimi che temperano sia il caldo che il freddo estremo tutto l'anno.